# Artigues-Sant Adrià (métro de Barcelone)
Artigues | Sant Adrià est une station de la ligne 2 du métro de Barcelone.

## Histoire
La station est ouverte au public en 1985, lors du prolongement de la ligne 4 depuis La Pau, sous le nom de Joan XXIII. Elle est intégrée en 2002 à ligne 2 et prend son nom actuel.
Étant située à Badalone et non pas à Sant Adrià de Besòs comme indiqué dans le nom de la station, celui-ci prend le sous-titre Badalona pour éviter toute confusion.